# 서구 을 (인천)
인천 서구 을은 대한민국의 국회의원 선거구이다. 인천광역시 서구 일부를 관할한다. 현 지역구 국회의원은 더불어민주당의 이용우이다.

## 역사
2016년 대한민국 제20대 국회의원 선거를 앞두고 신설되었다. 신설 당시 검암경서동, 연희동, 검단동이 서구 을에, 나머지 지역은 서구 갑에 속하게 되었다.
제21대 국회의원 선거를 앞두고 서구 갑 선거구로부터 청라3동을 편입했다.
제22대 국회의원 선거를 앞두고 서구 지역의 선거구 개편이 일어났다. 이에 서구 갑 선거구로부터 청라1동과 청라2동을 편입했으며 검단동, 불로대곡동, 원당동, 당하동, 오류왕길동, 마전동, 아라동이 신설되는 서구 병 선거구로 분리되었다.

## 관할 구역
| 대수  | 관할 구역                                                                                |
| ----- | ---------------------------------------------------------------------------------------- |
| 20대  | 서구 검암경서동, 연희동, 검단1동, 검단2동, 검단3동, 검단4동, 검단5동                     |
| 21대  | 서구 청라3동, 검암경서동, 연희동, 검단동, 불로대곡동, 원당동, 당하동, 오류왕길동, 마전동 |
| 22대~ | 서구 검암경서동, 연희동, 청라1동, 청라2동, 청라3동                                       |

## 역대 국회의원
| 선거   | 정당 | 정당         | 의원   |
| ------ | ---- | ------------ | ------ |
| 2016년 |      | 더불어민주당 | 신동근 |
| 2020년 |      | 더불어민주당 | 신동근 |
| 2024년 |      | 더불어민주당 | 이용우 |

## 역대 선거 결과

### 대한민국 제20대 국회의원 선거
|  | 45.84% |

|  | 37.91% |

|  | 16.23% |

### 대한민국 제21대 국회의원 선거
|  | 61.64% |

|  | 37.39% |

|  | 0.95% |

### 대한민국 제22대 국회의원 선거
|  | 56.53% |

|  | 43.46% |